# LSD Dream Emulator
LSD Dream Emulator är ett tv-spel släppt 1998 för Playstation. Spelet är skapat av företaget Asmik Ace tillsammans med konstnären Osamu Sato. Det medföljde också ett soundtrack och en dagbok när man köpte spelet.

## Handling
Spelet saknar egentligen en handling av den typ man hittar i de flesta spel. Spelet går ut på att man går omkring i en värld som sägs vara baserat på drömmar, nedskrivna av en medarbetare på Asmik Ace. Miljön är psykedelisk och innehåller ibland våldsamma, obehagliga och erotiska teman. Osamu Sato har illustrerat dagboken och miljöerna i spelet och har även skapat musiken. Spelaren upplever drömmarna som dagar, det finns totalt 365 dagar.

## Mottagande
Spelets märkliga natur har gjort att vissa fascineras av det och det finns hemsidor finns dedikerade för spelet där spelare lägger ut bilder och skriver om sitt spelande.
Det meddelades i slutet av 2014 att det arbetas på en nyare version av spelet.

## Kontrovers
Förkortningen av spelet, LSD sägs stå för "Linking the Sapient Dream" och ska inte ha något med droger att göra. Värt att nämna är dock att Osamu Sato har gjort flera konstverk inspirerade av drogkultur samt andra psykedeliska spel.